# Pritchard Peak
Pritchard Peak är en bergstopp i Antarktis. Den ligger i Östantarktis. Australien gör anspråk på området. Toppen på Pritchard Peak är 1 818 meter över havet, eller 226 meter över den omgivande terrängen. Bredden vid basen är 2,3 km.
Terrängen runt Pritchard Peak är huvudsakligen kuperad, men åt sydväst är den platt. Trakten är obefolkad. Det finns inga samhällen i närheten. 